# Korenewo (Kursk)
Korenewo (russisch Ко́ренево) ist eine Siedlung städtischen Typs in der Oblast Kursk in Russland mit 6119 Einwohnern (Stand 14. Oktober 2010).

## Geographie
Der Ort liegt knapp 100 km Luftlinie südwestlich des Oblastverwaltungszentrums Kursk am Fluss Krepna, der etwa 6 km südwestlich von links in den Seim mündet. Die Staatsgrenze mit der Ukraine ist etwa 20 km entfernt.
Korenewo ist Verwaltungszentrum des Rajons Korenewski sowie Sitz und einzige Ortschaft der Stadtgemeinde (gorodskoje posselenije) Possjolok Korenewo.

## Geschichte
Der Ort wurde erstmals 1625 erwähnt. Er erlangte größere Bedeutung mit der Vorbeiführung der Eisenbahnstrecke Kiew – Kursk in den 1860er-Jahren, die dort in den 1890er-Jahren von einer Schmalspurbahn von Sudscha nach Rylsk gekreuzt wurde.
In der Endphase des Ersten Weltkriegs wurde am 4. Mai 1918 in Korenewo ein Waffenstillstand zwischen Vertretern der deutsch-österreichischen Besatzungstruppen in der Ukraine und Sowjetrusslands unterzeichnet.
Am 30. Juli 1928 wurde Korenewo Verwaltungssitz eines neu geschaffenen, nach ihm benannten Rajons. 1938 erhielt der Ort den Status einer Siedlung städtischen Typs.
Im Zweiten Weltkrieg war Korenewo vom 27. Oktober 1941 bis 8. März 1943 von der deutschen Wehrmacht okkupiert.
Mitte August 2024 nahm die ukrainische Armee den Ort im Rahmen der Kursk-Offensive ein.
Am 2. Juli 2025 fiel Michail Jewgenjewitsch Gudkow, ein russischer Generalmajor und Stellvertreter Oberbefehlshaber der russischen Marine bei einem Raketenangriff auf einen Kommandoposten bei Korenewo.

### Bevölkerungsentwicklung
| Jahr | Einwohner |
| ---- | --------- |
| 1939 | 1938      |
| 1959 | 3757      |
| 1970 | 4736      |
| 1979 | 5982      |
| 1989 | 7177      |
| 2002 | 6630      |
| 2010 | 6119      |
| 2021 | 5555      |

Anmerkung: Volkszählungsdaten

## Verkehr

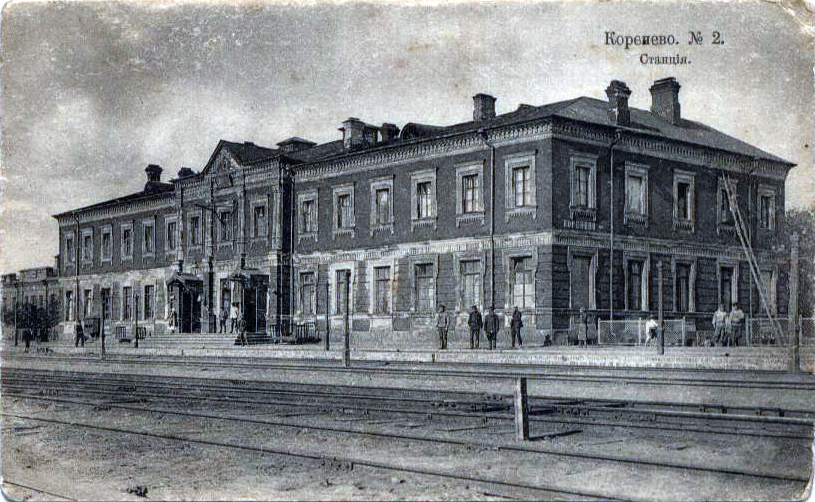
Bahnhof Korenewo (1912)

Korenewo besitzt einen Bahnhof bei Kilometer 355 der 1868 eröffneten Eisenbahnstrecke Kiew – Konotop (Ukraine) – Kursk. Dort zweigt eine 24 km lange Nebenstrecke in das nordwestlich liegende Rylsk ab, die 1958 aus der ursprünglichen Schmalspurstrecke von 1894 mit einer Spurweite von 1000 mm auf Breitspur umgebaut wurde und heute nur noch dem Güterverkehr dient. Die 1893 eröffnete Schmalspurstrecke in das etwa 35 km südwestlich liegende Sudscha war bereits zwischen 1924 und 1928 abgebaut worden, nachdem sie seit der Inbetriebnahme der weiter östlich verlaufenden Breitspurstrecke Lgow – Charkow über Sudscha 1911 an Bedeutung verloren hatte.
Durch die Siedlung führt die Regionalstraße 38K-030 Rylsk – Sudscha (von Rylsk verläuft die 38K-017 in das Oblastzentrum Kursk, von Sudscha die 38K-004).